# Onartscha
Die Onartscha (kirgisisch Он арча дарыясы) ist ein rechter Nebenfluss des Naryn in Kirgisistan (Zentralasien).
Die Onartscha entsteht etwa 40 km nördlich der Gebietshauptstadt Naryn am Zusammenfluss von Soltonsary (rechts) und Kök-Torpok (links). Sie fließt in südsüdwestlicher Richtung. Ihr wichtigster Nebenfluss, der Ottuk, trifft rechtsseitig auf den Fluss. Die Onartscha wendet sich anschließend nach Süden und mündet 15 km westlich der Stadt Naryn in den nach Westen strömenden Fluss Naryn. Sie hat eine Länge von 75 km. Ihr Einzugsgebiet umfasst 1570 km². Der mittlere Abfluss beträgt 9,92 m³/s.